# Lucia Mazzolai
Lucia Mazzolai, née le 11 mars 1965 à Grosseto, est une scientifique binationale italo-suisse, chercheuse et professeure en médecine, spécialisée en angiologie.

## Biographie

### Origines et famille
Lucia Mazzolai naît le 11 mars 1965 à Grosseto en Toscane
. Elle a deux frères cadets. Leur père est physicien ; leur mère, enseignante à l'École Montessori.
Elle est binationale italo-suisse.

### Enfance et études
La famille vit d'abord à Rome, avant de déménager à Champaign-Urbana, dans l'Illinois, aux États-Unis en 1980.
En 1984, Lucia Mazzolai revient en Italie pour étudier la médecine à l'Université de Pérouse. Elle obtient par la suite un doctorat au département de biologie vasculaire de l'Institut de recherche Scripps à San Diego, en Californie, en 1992.
Elle s'installe en Suisse en 1995, où elle suit une formation en médecine interne et en angiologie au CHUV. Elle obtient en 2002 ses diplômes FMH de spécialiste en médecine interne et angiologie.

### Parcours professionnel et scientifique
Après l'obtention de son diplôme de médecine, elle travaille au Service de médecine interne et vasculaire de la ville de Pérouse.
En 2009, elle est nommée professeur ordinaire à la Faculté de médecine de l'Université de Lausanne et cheffe du service d'angiologie du CHUV.
Elle est promue en 2018 cheffe du département cœur-vaisseaux du CHUV, devenant ainsi la première femme à occuper une telle fonction hiérarchique dans cet établissement. Elle fait partie en 2019 d'un groupe d'experts mandaté par l'Agence spatiale européenne pour étudier le phénomène des thromboses en apesanteur ; les résultats des travaux entraîne une modification du protocole d’entraînement des astronautes.
Elle intègre le management participatif dans son département.
Elle est également très impliquée dans la recherche et soutient de nombreuses innovations en lien avec le développement d'applications qui concernent les veines et les artères, notamment les startups de l'EPFL Innovation Park, Global ID et Lymphatica.

### Autres fonctions
Elle devient présidente de la Société européenne de médecine vasculaire en 2022 et de la Société suisse d’angiologie en 2023.

### Vie privée
Elle épouse en 1995 un médecin genevois, Michel Duchosal, plus tard médecin en hématologie au Centre hospitalier universitaire vaudois (CHUV), Ils se rencontrent à San Diego lors de la rédaction de la thèse de Lucia Mazzolai. Ils ont trois enfants,.